# Der brave Räuber Fürchtenix
Der brave Räuber Fürchtenix (tschechisch O loupežníku Rumcajsovi) ist eine tschechoslowakische Zeichentrickserie aus den Jahren 1967 bis 1974.

## Inhalt
Fürchtenix (Rumcajs) lebte als Schuster in seiner Werkstatt am Valdicer Tor im kleinen Städtchen Jičín. Als er sich eines Tages mit dem Bürgermeister beim Herstellen von dessen Schuhen verzankte, vertrieb dieser ihn aus der Stadt. So zog er denn als Räuber, nahe der Stadt, in den Raholec-Wald und wohnte dort mit seiner Frau Manka und dem Söhnchen Spurtefix (tsch. Cipísek) zwischen den tiefen Wäldern des Riesengebirgsvorlandes und den Vulkanbergen des Böhmischen Paradieses.
Weitere Figuren darin sind „Bürgermeister Humpál“, „Nixe Andulka“ und der „Wassermann Erlmännchen“.

## Produktion und Veröffentlichung
Die Serie wurde vom tschechischen Prosaist, Dramatiker und Märchenerzähler Václav Čtvrtek entworfen. Die grafische Gestaltung oblag dem Maler, Grafiker und Trickfilmregisseur Radek Pilař. Regie führte Ladislav Čapek. Die Produktion lief von 1967 bis 1974 und umfasste insgesamt 52 Folgen. Davon gehörten die ersten 39 zu „Der brave Räuber Fürchtenix“ und die restlichen 13 zu „Der Räubersohn Spurtefix“ (ab 1972). Als Sprecher der Originalfassung fungierte Karel Höger, die deutschen Texte sprach Hans-Robert Wille. 
Die Trickfilmserie wurde zunächst in der Tschechoslowakei, Polen und in der DDR ausgestrahlt. In der Bundesrepublik wurde die Serie erstmals ab dem 17. Mai 1971 durch das erste Fernsehprogramm der ARD gesendet.

## Hörspiel
Die Geschichten von Fürchtenix und Spurtefix wurden auch 1978 und 1980 auf zwei Schallplatten von Supraphon als Hörspiel veröffentlicht. Hier war der Sprecher Valter Taub. 
- Vom Raholezer Räuber Rumzais und seinem Sohne Zipfelchen (1978)
- Rumzais und Zipfelchen erleben neue Abenteuer (1980, Aufnahmen 5. – 21. Dezember 1977)